# Cicitta è facendo salciccia
Cicitta è facendo salciccia è un album dal vivo di Benito Urgu pubblicato nel 1991 in formato musicassetta da Bu Record con numero di catalogo B 021.

## Descrizione
L'album raccoglie alcune registrazioni dal vivo realizzate a Nuoro, Carbonia e Portoscuso durante la tournée del 1991 di Benito Urgu.
L'album è stato ristampato in formato CD nel 2003 da Frorias Edizioni.

## Tracce
Lato A
1. Cicitta è facendo salciccia (Parte Prima) – 26:45

Lato B
1. Cicitta è facendo salciccia (Parte Seconda) – 22:40